# Nicolás Brunet y Muñoz
Nicolás Brunet y Muñoz (Trinidad, 14 de septiembre de 1810-Cádiz, 10 de enero de 1893) fue un noble criollo cubano fundador del Teatro Brunet y propietario del Palacio Brunet, actualmente el Museo Romántico, situado en la ciudad de Trinidad, provincia de Sancti Spíritus.

## Biografía
Nicolás de la Cruz Brunet y Muñoz, nació el 27 de mayo de 1758 en Trinidad y fue bautizado el 21 de junio del mismo año en la parroquia mayor. Era hijo de Juan Luis Brunet y Díaz y de María de las Mercedes Muñoz y Pablo Vélez. Residió indistintamente en Trinidad y La Habana. Poseyó Casa-Quinta en La Habana y en Trinidad, el Palacio de Brunet y el Teatro Brunet, inaugurado en 1802. Fue propietario del ingenio San Nicolás, en Cienfuegos, y el Yaguaramas en Trinidad, así como varias haciendas. Fue simpatizante del Movimiento Reformista en Cuba y amigo de José Antonio Saco y otros connotados reformistas cubanos a quienes apoyó en una ocasión en carta dirigida a la Corona y más tarde con aportes pecuniarios. 
Fue alcalde ordinario de Trinidad, gentilhombre de cámara, gran cruz y comendador de la Real Orden Americana de Isabel la Católica. Recibió el título de conde de Casa Brunet por real decreto de la reina gobernadora, María Cristina de Borbón-Dos Sicilias, y correspondiente real despacho de 26 de septiembre de 1836, con el vizcondado previo de Palmarit.
Los condes se establecieron en España, dadas las tensiones políticas del país y las sospechas de tener vínculos con el administrador de sus bienes, Juan Cadalso y Piedra, uno de los constructores más destacados de la época y activo conspirador en contra del gobierno español. A través de su matrimonio con Ángela Josefa Borrell el conde heredó una fortuna valorada en más de medio millón de pesos. Nicolás fue propietario del ingenio Palmarito y el ingenio Yaguaramas.
El famoso teatro Brunet se inauguró en 1840 y en 1849 fue comprado por Justo Germán Cantero en 17 000 pesos, cifra citada por Manuel de J. Béquer, historiador de la ciudad de Trinidad.[cita requerida].
Se le acredita el primer ferrocarril del puerto de Casilda a Trinidad, para llegar a los centrales azucareros del famoso Valle de San Luis o de los Ingenios que eran de su propiedad.

## Matrimonio y descendencia
Contrajo matrimonio, en Trinidad, el 7 de marzo de 1830, con Ángela Josefa Borrell y Lemus, hija del rico hacendado José Mariano Borrell y Padrón, coronel del regimiento del batallón de milicias realistas del rey Fernando VII y alcalde de Trinidad, y de su esposa Josefa María de Lemus y Ximénez. Sus hijos fueron:
- María Josefa Brunet y Borrell (n. 13 de abril de 1831), casada con Pablo Iznaga y del Valle, hijo de José Antonio Iznaga y Borrell,alcalde ordinario de Sancti-Spíritus, y de su esposa María Francisca del Valle y Castillo.[5]

- Nicolás Brunet y Borrell (n. Trinidad, marzo de 1832), I y único conde de San Buenaventura.[5][1] No obtuvo la real carta de sucesión en el título de Conde de Casa Brunet.[1]